# Idiommata iridescens
Espèce
Synonymes
- Lampropodus iridescens Rainbow & Pulleine, 1918

Idiommata iridescens est une espèce d'araignées mygalomorphes de la famille des Barychelidae.

## Distribution
Cette espèce est endémique du Queensland en Australie.

## Description
La carapace du mâle mesure 9,6 mm de long sur 8,7 mm et l'abdomen 9,4 mm de long sur 7,1 mm.

## Publication originale
- Rainbow & Pulleine, 1918 : Australian trap-door spiders. Records of the Australian Museum, vol. 12, p. 81-169 (texte intégral).